# 水谷勝晴
水谷 勝晴（みずのや かつはる）は、江戸時代前期の備中国備中松山藩の世嗣。

## 略歴
天和元年（1681年）、水谷勝阜の長男として誕生。母は妻木頼保の娘。幼名は彌七郎。元禄6年10月6日（1693年11月3日）、備中松山藩主・水谷勝美が嗣子無く没したため、勝美の末期養子となった。本来ならばそのまま家督を継承するはずであったが、約1ヵ月後の同年11月27日（1693年12月23日）に疱瘡のため僅か13歳で死去した。戒名は見徳院朝華日理。
そのため、水谷家から改めて勝美の弟が養子として申請されたが、「末期養子の末期養子」は認められなかったため、備中松山藩水谷氏は無嗣廃絶により改易となった。
なお、水谷家自体は勝美の弟・水谷勝時に3000石が与えられたため、旗本として存続した。